# André Ayew
André Morgan Rami Ayew (* 17. prosince 1989 Seclin), známý i jako Dédé Ayew, je ghanský profesionální fotbalista, který hraje na pozici útočníka či křídelníka za francouzský klub Le Havre AC a za ghanský národní tým.

## Klubová kariéra
V utkání Trophée des champions 2011 27. července 2011 na Grand Stade de Tanger v Tangeru v Maroku vstřelil hattrick a výrazně se tak podílel na vítězství Olympique Marseille nad Lille OSC 5:4.

## Reprezentační kariéra
Protože měl ghanské i francouzské občanství, mohl si vybrat, jakou zemi bude reprezentovat. Byl v tréninkovém procesu francouzského týmu U18, ale jelikož upřednostňoval ghanskou reprezentaci (po otci), tak v roce 2007 odmítl několik nabídek k účasti ve francouzském výběru U21. 21. srpna 2007 debutoval za ghanský národní tým v přátelském utkání se Senegalem (remíza 1:1). Na hřiště se dostal jako střídající hráč ke konci zápasu.
Zúčastnil se MS 2014 v Brazílii, kde Ghana skončila se ziskem jediného bodu na posledním čtvrtém místě v základní skupině G.
Zúčastnil se mj. Afrického poháru národů 2015 v Rovníkové Guineji, kde Ghana získala stříbrné medaile po finálové porážce v penaltovém rozstřelu s Pobřežím slonoviny.
Na Africkém poháru národů 2021 konaném až na začátku roku 2022 strhl několik rekordů. Ve druhém skupinovém zápase proti Gabonu 14. ledna vstřelil první gól svého týmu na probíhajícím turnaji a v součtu svůj 10. gól na africkém mistrovství. Nakonec remízový zápas 1:1 byl pro něho 33. v pořadí za Ghanu na Africkém poháru národů, čímž překonal předchozího rekordmana ve dresu národního mužstva Ahmeda Hassana.

## Osobní život
Jeho dva bratři Abdul Rahim a Jordan jsou také fotbalovými reprezentanty Ghany. Jeho otec Abédi Pelé je jedním z nejslavnějších afrických hráčů. André se narodil roku 1989 v Seclinu ve Francii, kde jeho otec hrál tou dobou za klub Lille OSC.

## Individuální úspěchy
- Fotbalista roku (Ghana): 2011[6]
- BBC African Footballer of the Year: 2011